# John-Michael Tebelak
John-Michael Tebelak, född  den 1 november 1949 i USA, död den 2 april 1985 i New York, av en hjärtattack.
Tebelak är mest känd för att ha skrivit manus till succémusikalen Godspell 1971. Musikalen baseras på Matteusevangeliets berättelser om Jesus och hans lärjungar.